# Чернышёв, Олег Викторович
Олег Викторович Чернышёв (бел. Алег Віктаравіч Чарнышоў; род. 18 марта 1939, Псковская область, Россия) — советский и белорусский ученый, писатель, исследователь в сфере дизайна, кандидат философских наук, доцент, член общественного объединения «Белорусский союз дизайнеров».
Специализация: научно-теоретические, методологические, художественно-композиционные проблемы проектной деятельности и вопросы развития проектно-творческого мышления специалистов в области концептуального дизайна.

## Биография
Олег Викторович Чернышёв родился в г. Великие Луки Псковской области в СССР. В 1968 году окончил Белорусский государственный театрально-художественный институт. Учился у В. И. Гусева, И. Е. Герасименко. В 1983 году стал кандидатом философских наук. В 1984—1990 годах работал заведующим кафедрой дизайна БГТХИ. в 1987 году стал членом Белорусского союза дизайнеров, специализируясь на издании авторских исследований и педагогической деятельности в сфере дизайна.
В 1989―1991 годах избран Народным депутатом СССР от Союза дизайнеров СССР и заместителем Председателя Комиссии Совета Национальностей по вопросам развития культуры, языка, национальных и интернациональных традиций, охраны исторического наследия.
Является автором более 80 научных публикаций и теоретических разработок в области теории, методологии и методики дизайнерского образования. Имеет 10 авторских свидетельств на промобразцы и изобретения.

## Основные работы
Публикации
- «Некоторые особенности проектной деятельности и обучения» (Труды ВНИИТЭ, Москва, 1976).
- «Bilden gegen Leitbilaen» (Fom + Zwech, DDR, 1981, в соавторстве).
- «Концепция взаимодействия и методологические проблемы проектирования» (автореферат на соискание ученой степени доктора философии).
- «Проблемы общехудожественной подготовки студентов художественно-промышленного факультета» (Минск, 1983).

Учебные пособия
- Формальная композиция. Творческий практикум (Минск, 1999).
- Принципы построения вступительного экзамена по дизайну (Минск, ЕГУ, 2001).
- Концептуальный дизайн: опыт разработки базовой модели и учебно-методического обеспечения профессиональной подготовки дизайнеров в Республике Беларусь (Минск, ЕГУ, 2004).
- Дизайн-образование: новая модель профессиональной подготовки дизайнеров (Минск, «Пропилеи», 2006).
- Вступительный экзамен для поступающих на специальность «Дизайн» (Минск, БГУ, 2008).
- Композиция: творческий практикум (Минск, «Беларусь», 2012, 2013)[4].

Сборники стихов
- Автобиография чувств (Минск, «Пропилеи», 2010).
- Отражения (Минск, «Пропилеи», 2011).
- Отражения-2 (Минск, Издатель А. Н. Вараксин, 2015).